# Demogenes andamanensis
Demogenes andamanensis là một loài nhện trong họ Thomisidae.
Loài này thuộc chi Demogenes. Demogenes andamanensis được Benoy Krishna Tikader miêu tả năm 1980.